# Desertepidosis pallida
Desertepidosis pallida är en tvåvingeart som beskrevs av Boris Mamaev och Sojunov 1989. Desertepidosis pallida ingår i släktet Desertepidosis och familjen gallmyggor.
Artens utbredningsområde är Turkmenistan. Inga underarter finns listade i Catalogue of Life.